# Prince Rupert’s Tower

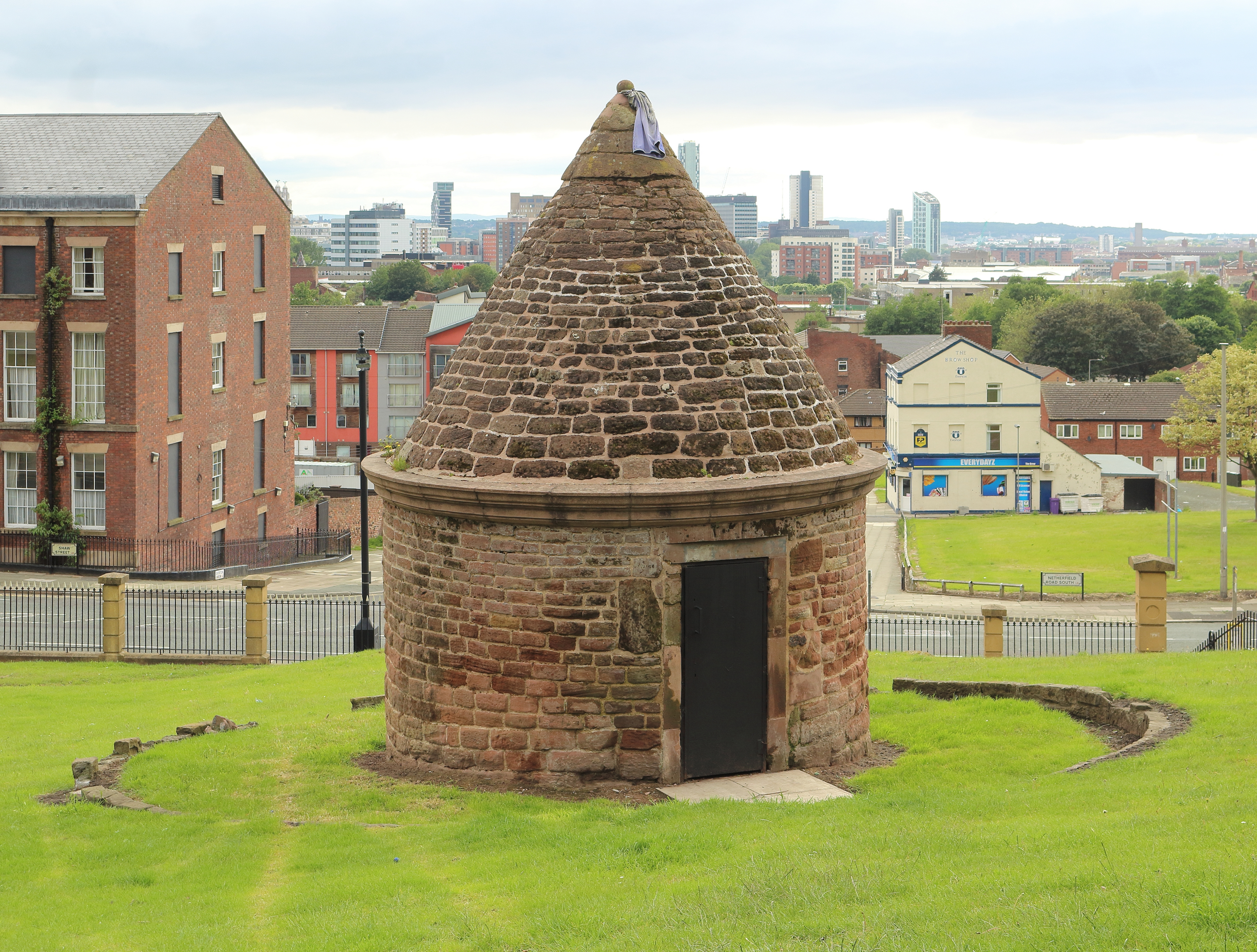
Prince Rupert’s Tower

Der Prince Rupert’s Tower (auch Former Lock Up) ist ein alter Gefängnisturm in Everton, einem Stadtteil Liverpools. Er findet Verwendung im Logo des FC Everton. Der Turm steht seit 1975 als Grade-II-listed-building unter Denkmalschutz.
Der Turm befindet sich im Everton Park in der Shaw Street. Er wurde 1787 als Gefängnis für Straftäter erbaut und um betrunkene Störenfriede über Nacht einzusperren. Eine frühe Zeichnung (um 1800) des Towers vom englischen Zeichner Herdman zeigte ihn als rundes Gebäude mit kegelförmigen Dach inmitten einer Viehzucht.
Heutzutage wird der Tower als Lagerstätte für Werkzeuge der Gemeindearbeiter der Stadt Liverpool genutzt. Im Mai 1997 wurde der Tower vom FC Everton für 15.000 £ renoviert. Er ist seit diesem Zeitpunkt teilweise im Besitz des Vereins.